# (35728) 1999 GA2
1999 GA2 (asteroide 35728) é um asteroide da cintura principal. Possui uma excentricidade de 0.20924160 e uma inclinação de 6.60049º.
Este asteroide foi descoberto no dia 6 de abril de 1999 por LONEOS em Anderson Mesa.